# Strymon silenus
Strymon silenus är en fjärilsart som beskrevs av Doubleday 1847. Strymon silenus ingår i släktet Strymon och familjen juvelvingar. Inga underarter finns listade i Catalogue of Life.